# Aesthedes

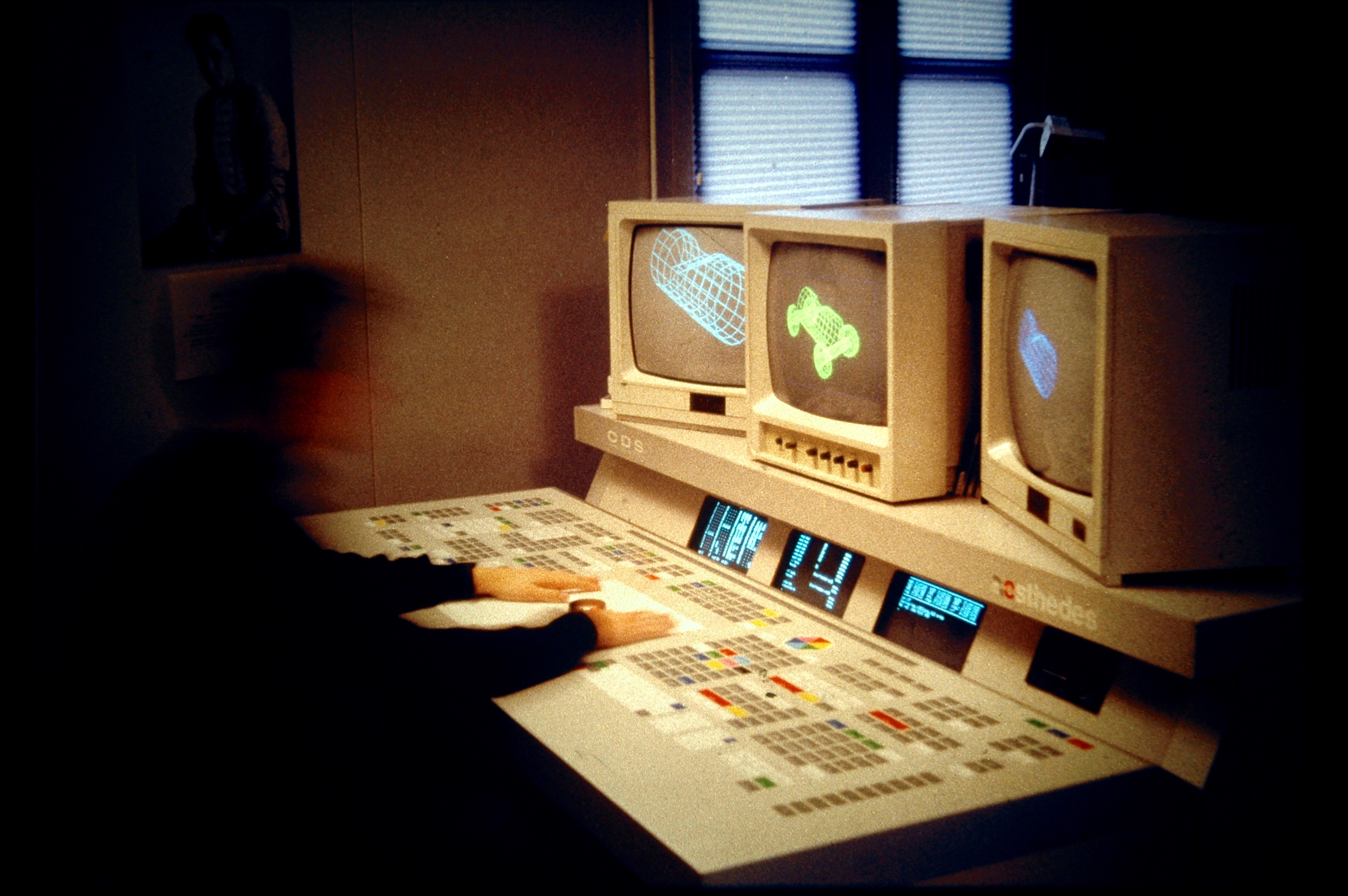
De Aesthedes I, bij het bedrijf Computer Aided Visuals, 1988

De Aesthedes was een grafisch computersysteem van Nederlands fabricaat voor opmaak en ontwerpen (computer-aided design), dat eind jaren 70 en begin jaren 80 werd ontwikkeld door Claessens Product Consultants (thans Cartils) in Hilversum.
De computer werd in 1984 geïntroduceerd. Hij was voorzien van tien microprocessoren, en de drie forse beeldschermen (20 inch) konden 16 miljoen kleuren weergeven.

## Ontstaan
De Aesthedes is in 1984 geïntroduceerd op de markt door D.P.G. Claessens (1922 - 2019) welke na zijn studie monumentale kunst aan de Rijksacademie voor Beeldende Kunsten te Amsterdam, zich heeft verdiept in Industrial Design.
Hij begon een bedrijf voor Product Ontwikkeling in 1960, Claessens Product Consultants (nu Cartils) te Hilversum, met klanten als Heineken, Amstel, Bijenkorf, Philips, Douwe Egberts, Friese Vlag, Bols, etc. Midden jaren 60 begon hij te experimenteren met elektronische apparatuur ter ondersteuning van zijn ontwerpwerk.
Een groeiende behoefte binnen zijn bedrijf van zulke apparatuur die nog niet bestond, leidde tot het ontwikkelen van de Aesthedes. De visie van Dominique Claessens was dat een ontwerper direct aan de slag moest kunnen, zonder kennis van computers. Tegemoetkomend aan de behoefte van ontwerpers om hun creatieve brein te kunnen gebruiken, zonder gehinderd te worden door het omschakelen naar het cognitieve gedeelte van hun hersenen, werd een toetsenbord ontwikkeld wat overeenkwam met de indeling van de werktafel van de creatieve ontwerper. Alles moest binnen handbereik zijn en geen overlapping van bijvoorbeeld vensters. Om die reden heeft de Aesthedes 6 beeldschermen. 3 Data schermen (onder) waarop project data te zien is, RGB waardes van de laag en de laatste 10 commando's uitgevoerd.

## User interface en beeldopbouw
De Aesthedes tekende beelden met behulp van vectoren: coördinaten met daartussen rechte lijnen. Om curves te maken werd gebruik gemaakt van B-splines.
Een tekening was opgebouwd uit 64 lagen, die elk 1 kleur konden bevatten. Lagen met een hoger nummer dekten de lagen daaronder af. De 3 grote schermen hadden elk een eigen functie: het middelste scherm liet de compositie in kleur zien, alle lagen op elkaar gestapeld. Het rechter scherm toonde monochroom (in cyaan) de vorm van de geselecteerde laag. Het linkerscherm werd gebruikt als 'vergrootglas' - hier kon worden ingezoomd op de geselecteerde laag.
De drie kleine, monochrome schermen werden (van links naar rechts) gebruikt voor respectievelijk kleurcodes per laag, dialoog/ingeven van parameters en filemanagement.
Het enorme 'toetsenbord' was in feite een grote membraanschakelaar, waarop alle functies direct beschikbaar waren. Dus geen uitklapmenu's of verborgen functies. In het midden van deze tafel met functies zat een vierkant vlak dat gebruikt werd als 'digitizer'. Op dit vlak bepaalde de computer zeer nauwkeurig de positie van de crosshair muis (twee gekruiste draden in een glazen plaatje), die correspondeerden met (absolute) posities op het scherm. Op deze manier konden ook schetsen of andere papieren vormen worden gedigitaliseerd: door met de muis referentiepunten aan te wijzen op het papieren ontwerp (geplakt op de digitizer), kon een vorm worden overgenomen in de digitale tekening.
Vaak werden Aesthedes-tekeningen ook in het digitale domein geconstrueerd. Met behulp van geometrische en parametrische vormen die op allerlei manieren konden worden bewerkt.
Aesthedes-werk werd opgeslagen op floppy disks, wat meestal geen probleem opleverde, omdat vectorbestanden vaak zeer compact zijn - ze bestaan vrijwel alleen uit coördinaten en kleurcodes.

### Undo
De floppies werden ook gebruikt als gereedschap om bewerkingen ongedaan te maken; hoewel er op het toetsenbord wel een ‘Undo’-knop te vinden was, was die functie nog niet geïmplementeerd - indrukken leverde niets op. Dus de gebruiker kon het best steeds zelf een versie opslaan alvorens een ingrijpende of riskante bewerking te plegen.

## Output
Omdat de Aesthedes in eerste instantie een vectortekencomputer was, waren de mogelijkheden voor output ook meest vectorgeoriënteerd. Er werd gewerkt met plotters. Met een inktpen op papier werden afzonderlijke beeldelementen geplot, inclusief paskruizen, zodat er kleurgescheiden drukvormen van konden worden gemaakt. Ook werden er vaak snijplotters gebruikt die in speciale folie de vormen uitsneden.
Om kleurenafbeeldingen te maken werden voor presentatiedoeleinden in eerste instantie foto's van het middelste beeldscherm gemaakt. Later konden er ook kleurenprints worden gemaakt. Hiervoor moest de vectortekening eerst worden vertaald naar een pixelafbeelding, wat gebeurde door een RIP (Raster Image Processor). Het Aesthedes systeem had hiervoor de APD nodig, de Aesthedes Pheripheral Driver. Een aparte unit, in Aesthedes vormgeving, louter bedoeld om externe apparaten aan te sturen.
Dit apparaat was ook de interface naar andere digitale drukwerkvoorbereidingssystemen, zoals de Scitex-systemen waar kant-en-klare kleurgescheiden films mee konden worden belicht, direct geschikt om drukvormen mee te maken. De Aesthedes vectortekening werd dan geRIPt door de APD, en vervolgens op magneetband opgeslagen, om per koerier naar een lithograaf te sturen.
Een andere vroege outputmogelijkheid, was het belichten van diafilm. De Aesthedes-tekeningen werden in een speciaal hiervoor bestemd apparaat getoond op een hogeresolutie minibeeldscherm, en gefotografeerd op film.

## Aesthedes II
De Aesthedes kende een aantal beperkingen. Zo kon er alleen gebruik worden gemaakt van het RGB-kleursysteem. Dat is geschikt voor beeldschermen en eerder genoemde dia's. Maar voor drukwerk en printers is het CMYK-systeem nodig. Aesthedes II maakte het mogelijk direct in CMYK-kleuren te werken, waar dat voorheen alleen door inventiviteit mogelijk was. Verder was het interne coördinatenstelsel enorm vergroot, waardoor de nauwkeurigheid nog verder toenam. Daarnaast waren allerlei nieuwe functies toegevoegd waardoor bewerkingen die daarvoor min of meer 'handwerk' waren, nu automatisch door de computer konden worden berekend. Een voorbeeld hiervan waren de ‘Extended Splicing’ functies, beter bekend als booleaanse bewerkingen: het combineren van vormen door ze bij elkaar op te tellen of van elkaar af te trekken, wat bij de eerste Aesthedes min of meer handmatig moest gebeuren door zelf vectoren door te snijden en te verbinden. Extended Splicing leverde zodoende enorme tijdwinst op. De Aesthedes II had een nieuwe generatie Motorola-processors aan boord, die voor de nodige rekenkracht zorgden en maakte gebruik van 3,5" diskettes.

## Gebruikers
In Nederland werd de Aesthedes onder meer aangeschaft door de Sdu, die de machine goed kon gebruiken voor het ontwerpen van allerlei moeilijk na te maken documenten. Ook het 25-guldenbiljet van Jaap Drupsteen (het 'roodborstje') is voor een deel met de Aesthedes ontworpen. Andere bekende ontwerpen zijn de destijds nieuwe etiketten voor de bierflesjes van Heineken door Claessens. Bij de Staatsdrukkerij (later Sdu) werden Staatsloten en Girobetaalkaarten ontworpen met behulp van de Aesthedes. Total Design kon in de jaren 1980 mede dankzij de Aesthedes grote huisstijlen (bijv. voor Randstad Uitzendbureau) eenvoudiger beheren, en de consistentie bewaken door de beeldelementen te digitaliseren en op te slaan op floppy disk om ze daarna eenvoudig weer in te laden en zonder afwijkingen of kwaliteitsverlies te vergroten en verkleinen en oneindig te kopiëren, en te hergebruiken in nieuwe ontwerpen.
Andere Nederlandse bedrijven die gebruik maakten van de Aesthedes waren NOB Design, Aestron Design, Datavorm, Computer Aided Visuals en Eduard Bos.
De Aesthedes vergde een aanzienlijke investering: het basissysteem kostte in 1985 bijna 300.000 Britse pond. Die investering kon door kleinere bedrijven niet altijd worden terugverdiend voordat de Apple Macintosh een revolutie in de grafische ontwerpwereld teweegbracht, en de Aesthedes in wezen overbodig maakte. Een bureau als Total Design ging er zowat aan failliet.

## Gallery

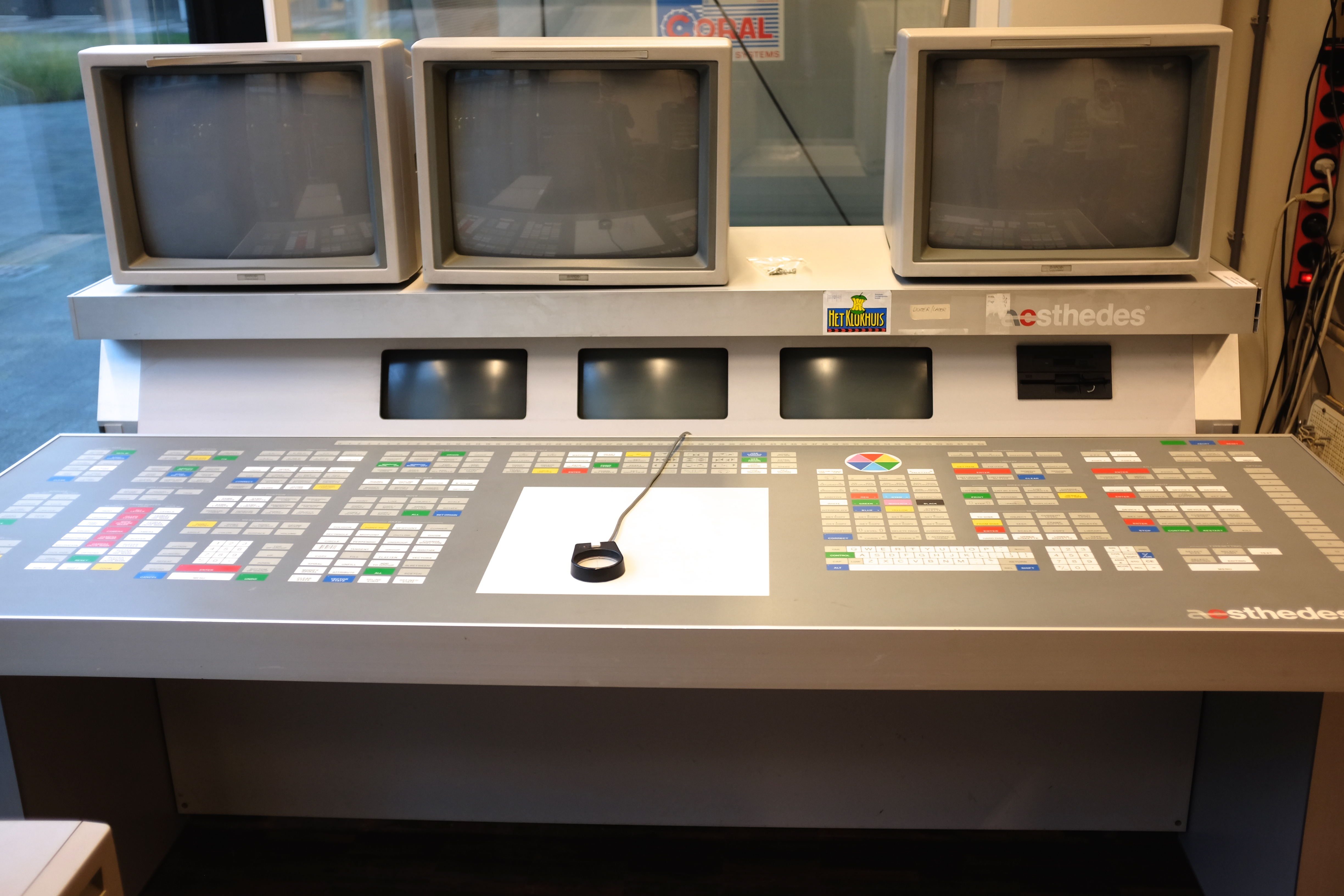
Aesthedes bij de Universiteit van Amsterdam.
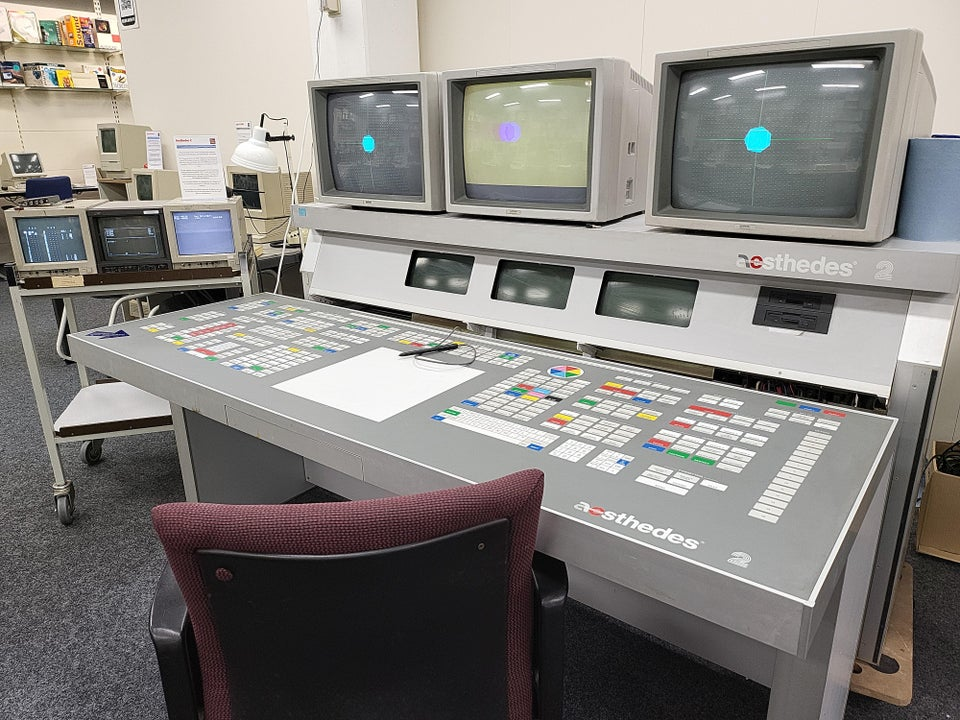
Herstelde en functionele Aesthedes 2 met externe data schermen bij het HomeComputerMuseum.